# Jakub Swaracki
Jakub Swaracki (Szwaracki) herbu Rogala – wicewojewoda malborski w latach 1661–1674, sędzia michałowski w latach 1661–1685, sędzia grodzki dobrzyński w 1649 roku.
Poseł na sejm koronacyjny 1649 roku, poseł sejmiku generalnego pruskiego na sejm 1655 roku, sejm 1661 roku.
Poseł na sejm konwokacyjny 1668 roku z województwa malborskiego. Był członkiem konfederacji generalnej zawiązanej 5 listopada 1668 roku na tym sejmie. Poseł na sejm nadzwyczajny 1670 roku z województwa malborskiego.
Był elektorem Michała Korybuta Wiśniowieckiego z województwa malborskiego w 1669 roku, podpisał jego pacta conventa. Był członkiem konfederacji generalnej zawiązanej 15 stycznia 1674 roku na sejmie konwokacyjnym. Poseł województwa chełmińskiego z sejmiku malborskiego na sejm koronacyjny 1676 roku.